# 北海道道351号正和門別停車場線
北海道道351号正和門別停車場線（ほっかいどうどう351ごう しょうわもんべつていしゃじょうせん）は、北海道日高町内を結ぶ一般道道である。

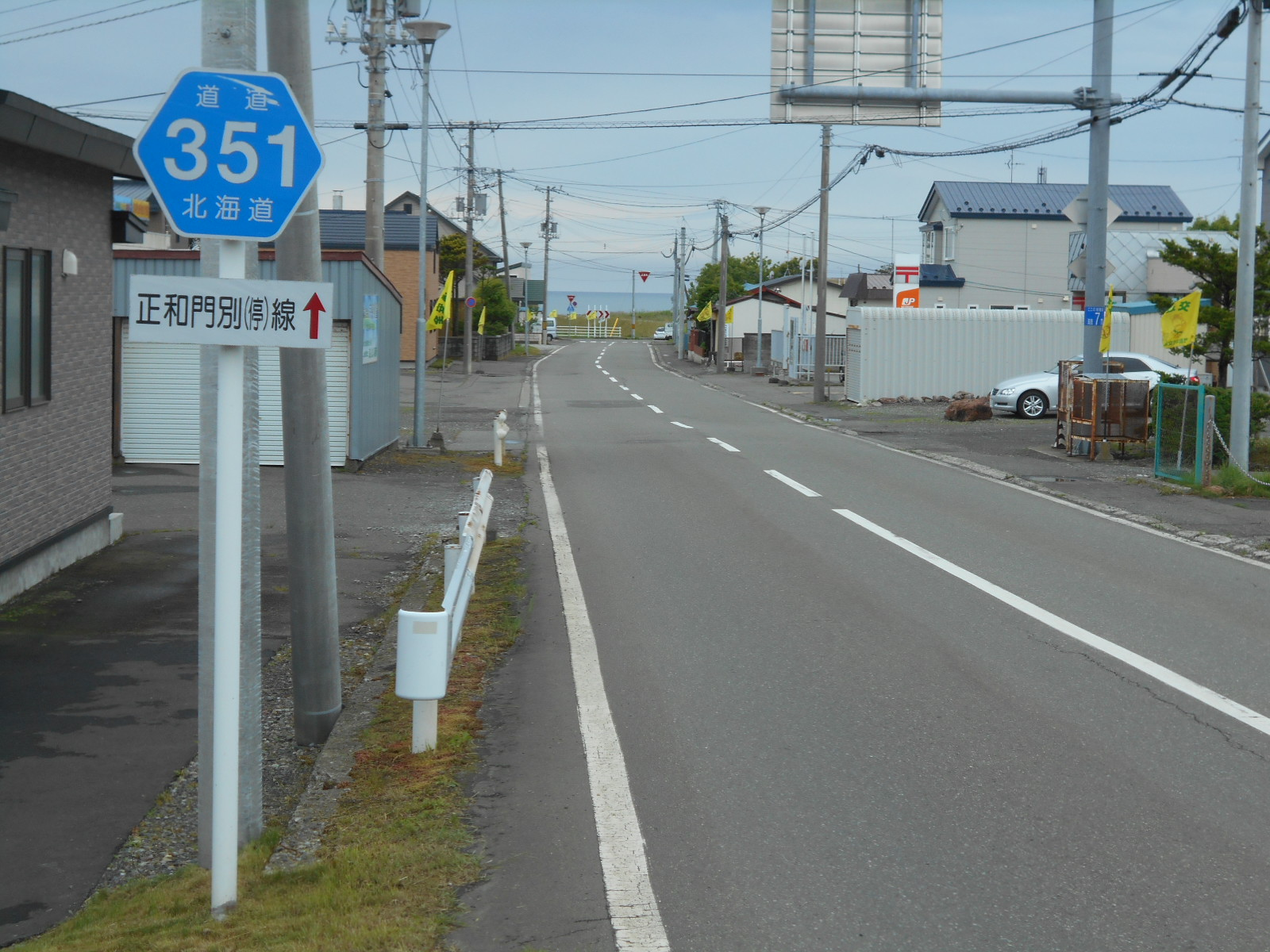

## 概要
日高門別川に沿って走る。

### 路線データ
- 起点：北海道沙流郡日高町字正和（北海道道71号平取静内線交点）
- 終点：北海道沙流郡日高町門別本町（JR北海道 日高本線 日高門別駅跡）
- 実延長：16.4km

## 歴史
- 1961年（昭和36年）3月31日 - [1]路線認定。

## 路線状況

### 重複区間
- 日高町字正和 - 日高町字広富（北海道道80号平取門別線）
- 日高町字広富 - 日高町字庫富（北海道道1026号新冠平取線）

### 主な橋梁
- 鳩内橋（日高門別川）＝日高町字広富（平取門別線重複区間）
- 広富橋（日高門別川）＝日高町字広富（平取門別線重複区間）
- 仁立内橋（日高門別川）＝日高町字広富

## 地理

### 通過する自治体
- 日高振興局
  - 沙流郡日高町

### 主な接続道路
日高町
- 北海道道71号平取静内線 - 正和（起点）
- 北海道道80号平取門別線 - 昭和、広富（重複）
- 北海道道1026号新冠平取線 - 広富、庫富（重複）
- 日高自動車道日高門別IC - 緑町
- 国道235号 - 緑町

### 沿線にある施設など
日高町
- セブンイレブン日高門別インター店 - 緑町
- 門別郵便局 - 門別本町